# Idaea bacalladoi
Idaea bacalladoi är en fjärilsart som beskrevs av Rudolf Pinker 1974. Idaea bacalladoi ingår i släktet Idaea och familjen mätare. Inga underarter finns listade i Catalogue of Life.